# Willy Onclin
Willy Onclin (Hamont-Achel, Limburgo, 22 de febrero de 1905 - Heverlee, Lovaina, 15 de julio de 1989) fue un jurista, canonista y sacerdote católico belga. Participó activamente en el Concilio Vaticano II y en la reforma del Código de Derecho Canónico.

## Biografía

### Formación académica y ordenación sacerdotal
Realizó sus estudios en la escuela comunal de Val-Meer, donde vivió desde 1907. Continuó sus estudios en Humanidades clásicas en el seminario de Sint-Truiden, y prosiguió estudiando teología en el Seminario mayor de Lieja. El 7 de abril de 1929 fue ordenado sacerdote por el obispo de Lieja, Louis-Joseph Kerkhofs. En 1931 obtuvo el doctorado en Derecho Canónico en la Universidad Católica de Lovaina, donde también se doctoró en Derecho Civil en 1934. Continuó su formación jurídica en el Tribunal de la Rota Romana y en la Akademie für Deutsches Recht (Múnich). 

### Actividad docente e investigadora en la Universidad de Lovaina
De regreso a Lovaina, en 1938 fue nombrado profesor de Derecho Canónico, donde permaneció hasta su jubilación en 1975. Enseñó: Historia del Derecho, Derecho matrimonial, Relaciones Iglesia-Estado, Teología y Derecho canónico, utilizando con fluidez latín, francés, inglés y holandés. Participó en la apertura de la sección holandesa de la Universidad Católica de Lovaina, antes de que se produjera la división en dos universidades autónomas. Integró armoniosamente las instituciones canónicas en el momento histórico en el que surgieron, sin descuidar la perspectiva de la fe. No tenía miedo a entablar conversaciones con sus alumnos, que apreciaban su jovialidad y sentido del humor. 
También formó en Lovaina a muchas generaciones de abogados belgas, holandeses y francófonos. Dirigió no menos de dieciocho tesis doctorales en Derecho canónico, incluidas las de Paul Theeuws, Gérard Fransen y Luc De Fleurquin.

### Concilio Vaticano II
En 1958 fue nombrado perito de la Comisión Preparatoria del Vaticano II. Durante el Concilio trabajó como perito en las Comisiones De episcopis —donde intervino en la redacción del decreto Christus Dominus—, De clero y De educatione catholica. Además fue subsecretario de la Commissio Pontificia Codici Iuris Canonici Recognoscendo (Pontificia Comisión para la Revisión del Código de Derecho Canónico), a la que Pablo VI le encargó la preparación del nuevo código de Derecho Canónico.
Onclin ayudó a establecer y mantener la Consecratio Internationalis Studio Iuris Promovendo, asociación internacional de canonistas para fomentar el estudio y cultivo de la ciencia del Derecho Canónico. Concluido el Vaticano II, en 1969, intervino como secretario del sínodo de los obispos en Roma.
Fue miembro de la redacción de Ephemerides Lovanienses, revista de Teología y Derecho Canónico de la Universidad de Lovaina (1940).

### Premios y distinciones
- Canónigo Honorario de la catedral de san Pablo (Lieja) (1942)
- Prelado de honor de su Santidad (1962)
- Doctor honoris causa en la Universidad de Navarra (España, 1967)[4]
- Protonotario apostólico (1975)